# Kupa e Shqipërisë 1996-1997
La Coppa d'Albania 1996-1997 è stata la 45ª edizione della competizione. Il torneo è cominciato nell'agosto 1996 ed è terminato nel giugno 1997. La squadra vincitrice si qualifica per il primo turno della Coppa UEFA 1997-1998. Il Partizani Tirana ha vinto il trofeo per la quattordicesima volta.

## Sedicesimi di finale
Le partite si sono giocate nell'agosto e nel settembre 1996.*
- I risultati sono sconosciuti.

## Ottavi di finale
Tutte le sedici squadre della Kategoria e Parë 1995-1996 e della Kategoria e Parë entrano in questo turno. Le partite si sono giocate nel gennaio 1997.
| Squadra 1  | Totale        | Squadra 2         | Andata | Ritorno |
| ---------- | ------------- | ----------------- | ------ | ------- |
| Albpetrol  | 1-4           | Besa Kavajë       | 0-3    | 1-1     |
| Elbasani   | 3-4           | Dinamo Tirana     | 3-2    | 0-2     |
| Laçi       | 2-2           | Apolonia Fier     | 2-1    | 0-1     |
| Lushnja    | 1-0           | Tirana            | 1-0    | 0-0     |
| Luftëtari  | 1-1(4-5 rig.) | Partizani Tirana  | 1-0    | 0-1     |
| Skënderbeu | 1-2           | Teuta             | 1-0    | 0-2     |
| Tomori     | 2-6           | Flamurtari Valona | 2-2    | 0-4     |
| Vllaznia   | 4-3           | Sopoti            | 3-1    | 1-2     |

## Quarti di finale
Le partite di andata si sono giocate il ?, quelle di ritorno il ?.
| Squadra 1     | Totale | Squadra 2         | Andata | Ritorno |
| ------------- | ------ | ----------------- | ------ | ------- |
| Apolonia Fier | 1-1    | Dinamo Tirana     | 1-1    | 0-0     |
| Besa Kavajë   | 3-3    | Flamurtari Valona | 3-2    | 0-1     |
| Lushnja       | 1-0    | Teuta             | 1-0    | 0-0     |
| Vllaznia      | 2-3    | Partizani Tirana  | 2-0    | 0-3     |

## Semifinali
Le partite di seminifiali si sono giocate il ?.
| Squadra 1        | Risultato | Squadra 2         |
| ---------------- | --------- | ----------------- |
| Dinamo Tirana    | 0-2       | Flamurtari Valona |
| Partizani Tirana | 2-1       | Lushnja           |

## Finale
| Tirana giugno 1997, ore 16:00 UTC+1          | Partizani Tirana     | 2 – 2 | Flamurtari Valona | Qemal Stafa Stadium (11,000 spett.) |
| \| \| \| \| \| \| Tiri di rigore 4 – 3 \| \| |                      |       |                   |                                     |
|                                              |                      |       |                   |                                     |
|                                              | Tiri di rigore 4 – 3 |       |                   |                                     |